# Motaniec
Motaniec [mɔˈtaɲet͡s] (Đức: Spaldingsfelde) là một ngôi làng ở quận hành chính của Gmina Kobylanka, trong Stargardzki, Zachodniopomorskie, ở tây bắc Ba Lan. Nó nằm khoảng 2 kilômét (1 mi)   phía tây bắc Kobylanka, 13 km (8 mi) về phía tây của Stargard và 20 km (12 mi) về phía đông của thủ đô khu vực Szczecin.
Trước năm 1945, khu vực này là một phần của Đức. Đối với lịch sử của khu vực, xem Lịch sử của Pomerania.
Ngôi làng có dân số 163 người.